# Sächsischer Umweltpreis
Der Sächsische Umweltpreis ist ein Umweltpreis des Sächsischen Staatsministeriums für Umwelt und Landwirtschaft, der seit 1996 verliehen wird. Er ist mit 50.000 Euro der höchstdotierte Preis im Freistaat Sachsen auf dem Gebiet des Umweltschutzes.
Mit dem Sächsischen Umweltpreis werden in einem zweijährigen Turnus herausragende Leistungen für den Schutz der Umwelt und der natürlichen Ressourcen sowie für den Naturschutz gewürdigt. Um dem Sächsischen Umweltpreis können sich Unternehmen aus Industrie, Handwerk, Dienstleistungsgewerbe sowie Land- und Forstwirtschaft, Organisationen, Verbände und Vereine oder natürliche Personen bewerben.
Die Preisträger des Sächsischen Umweltpreises werden in einem festlichen Rahmen vom Sächsischen Staatsminister für Umwelt und Landwirtschaft ausgezeichnet. Die Verleihung fand beispielsweise 2015 in der Dresdener Schlosskapelle des Residenzschlosses und 2017 auf Schloss Albrechtsberg in Dresden statt.
Seit 2021 wird der Preis als eku Zukunftspreis Energie, Klima, Umwelt fortgeführt.

## Preisträger (Auswahl)
- 2001: Schulz und Schulz Architekten
- 2006:[3]

- Kategorie Handwerk: FASA AG (Chemnitz) für Projekt Energetikhaus100
- Kategorie Industrie: GKN Driveline Deutschland GmbH, Werk Mosel (Zwickau) für die Entwicklung einer Technologie, mit der auf jegliche Kühlschmierstoffe in der Serienfertigung verzichtet werden kann
- Kategorie Land- und Forstwirtschaft: Landwirtschaftsbetrieb A. Müller (Chemnitzer Land) für das Projekt Ackerbau ohne Bodenbearbeitung und Vorwerk Podemus (Dresden)
- Anerkennungspreise: Sächsisches Textilforschungsinstitut e. V. (Chemnitz) für „supergrobe Geogitter für Erosionsschutz und Böschungsbegrünungen“ und Naturhof Friedrich & Kölbel GbR (Rodewisch, Vogtlandkreis)

- 2008: Anglerverband Südsachsen (Chemnitz), Andreas Bräuer (Bad Lausick), Kindertagesstätte „Mäuseburg“ e.V. (Waldkirchen), Galvanotechnik Baum GmbH (Zwönitz), Förderverein Freie Grundschule Ostritz e.V. und Kreisel GmbH (Krauschwitz)
- 2011: fit GmbH, Umweltzentrum Dresden, Gesenk- und Freiformschmiede Ing. Stefan Kutsche (Burgstädt), Erzgebirgische Landbäckerei GmbH Drebach (Scharfenstein), Gläserner Bauernhof Vogtland e. V., Konrad von Posern, Umweltzentrum Dresden e. V.
- 2013: GICON - Großmann Ingenieur Consult GmbH, Stadtwerke Riesa und ESF Elbe-Stahlwerke Feralpi GmbH, IG Sachsens Ährenwort, Bäckerei & Konditorei OHG, Oberlausitz-Stiftung, Kerstin Doppelstein, Verein zum Ökologischen Gewässerschutz Treptitz e.V., Cloud&Heat Technologies GmbH (vormals AoTerra GmbH)
- 2015: Schlosser und Schlosser GbR (Oelsnitz/Vogtland), Adensis GmbH, ernst aber lässig UG (Thum), Landwirtschaftsbetrieb Thomas Fischer (Hirschstein), Universitätsklinikum Carl Gustav Carus Dresden, Internationales Begegnungszentrum St. Marienthal (Ostritz), Kindervilla „Pusteblume“ mit dem Lößnitzer Waldkindergarten „Waldstrolche“, Loser Chemie GmbH (Langenweißbach)
- 2017: hydrograv GmbH (Dresden), AMtopus GmbH & Co. KG (Chemnitz), grünerdüngen & Professur Ökologischer Landbau der HTW Dresden (Dresden), KONSUM DRESDEN eG (Dresden), Dr. Dietmar Lohmann (Dresden), Kindertagesstätte „Pfiffikus“ (Niederfrohna)
- 2019: Agrarprodukte Kitzen eG (Pegau), Loser Chemie GmbH (Freiberg), Bäckerei & Konditorei Gnauck (Ottendorf-Okrilla), Helmholtz-Zentrum für Umweltforschung – UFZ (Leipzig), C. F. Rolle GmbH Mühle (Grünhainichen), Hochschule für Technik und Wirtschaft Dresden, Packwise GmbH (Dresden), Kay Hedrich Matabooks (Dresden), Sauberkasten Schmidt Grewling GbR (Leipzig)[4]